# Мамутица
45° 46′ 16″ N 15° 59′ 41″ E / 45.77111° С; 15.99472° И
Мамутица је највећа зграда (по обиму) у Загребу и Хрватској, као и један од највећих стамбених блокова у Европи. Овај комплекс је саграђен 1974. године у Источном Новом Загребу, у четврти Травно. Зграда је дугачка 240, висока 70 метара, и има 20 спратова. У њој живи око 5000 људи, а има 1212 станова, који коштају 125,7 милиона евра.
Хрватска радио-телевизија је од 2008. до 2010. године емитовала серију Мамутица у којој се радило о полицијским случајевима који су бивали решени у и око зграде.